# 口座自動振替
口座自動振替（こうざじどうふりかえ）は決済手段（振替）のひとつ。

## 概要
口座自動振替は日本では一般的な決済手段となっている。1961年（昭和36年）春にジェーシービー（当時の社名は、日本クレジットビューロー）がクレジットカードを発行開始した際の決済手段として三和銀行において、当局の承認を経て導入されたものとされている。JCBカードの利用代金の自動振替開始は、その後のカード各社、信販、百貨店、リースなど民間企業の代金回収に決定的な影響を与え、集金の近代化に貢献した。このことは、現在の通販、ネット通販などでの、口座経由での支払いにまでつながっている。
クレジットカード・毎月の公共料金（固定電話料金、電気料金、水道料金、NHK受信料など）・国民年金保険料や税金といった公金、家賃など各種サービス利用代金の支払を、申込者が指定した銀行などの預金等取扱金融機関の預金口座から所定日に引き落とす（振替える）ことで、依頼主であるサービス提供者（収納機関）の収納口座へ送金されるものである。一般的には「自動引落とし」や「口座振替」と称されるが、業界用語では口振（こうふり）あるいは自振（じふり）という。また地方によっては「自動引き去り」という言い方もある。
英語圏では口座自動振替はスタンディングオーダー（standing order）とダイレクトデビット（direct debit）に分けられる。
スタンディングオーダー（standing order）
銀行口座に金額・支払日・支払先口座を設定することで、家賃など毎月一定金額が指定日に口座から自動的に引き落とされるもの
ダイレクトデビット（direct debit）
公共料金の支払いなど引き落とし日は決まっているが支払額が異なるものについて、銀行口座の口座情報を請求先に通知しておくことで毎月指定日に月々の請求額が決済されるもの。
小切手の利用が浸透している欧米では、文化的に銀行の自らの口座から勝手に引き落とされることに抵抗があるとされ、公共料金等の支払いは自宅に郵送される請求書の金額を確認したうえで個人小切手を郵送して支払うことが多い。しかし、ダイレクトデビットなどの普及が進んでおり、2014年のイギリスの統計では世帯の公共料金等の支払いの71%がBacsのダイレクトデビットのサービスを利用した支払いだった。

## 申込

### 書面によるもの
口座自動振替の利用申込には、口座自動振替依頼書に記入の上、支払先となるサービス提供者（クレジットカード会社や各種公共サービスの提供者など）もしくはサービス提供者が委託した信販・ファクタリング会社といった収納代行会社（以上総称して収納機関）の事務センターへ送付する。電話や電気などの公共料金に関しては、利用金融機関が用意している口座振替依頼書に記入し、金融機関宛に提出することで手続きを代行させることも可能である。
いずれの場合も、依頼書の所定欄へ引落指定口座の金融機関・支店名・口座番号などの記入、金融機関に届け出の印鑑の押印若しくはサインをする必要がある。引落口座は通常普通預金・当座預金しか指定することしかできないが、税金に限っては納税準備預金も扱う場合がある。なお、ローソン銀行、愛媛銀行四国八十八カ所支店や一部の職域系信用組合など、口座自動振替を取り扱っていない金融機関もある。
口座開設時に印鑑・サイン登録を行わないネット銀行（現状、住信SBIネット銀行のみ）では、自動振替依頼書には任意の印鑑を捺印し、その銀行からメールなどで申込者に自動振替の申込確認を行い承諾後に設定手続をする。
口座振替サービスの申込時に記入する依頼書は、該当利用料金の引落が長期間（おおむね1年以上）なかった場合、金融機関側が破棄しても構わないと表記されていることが多く、その場合には請求書などに引落口座の記載があっても引落としできないため、再度依頼書を記入し再設定をする必要がある。

### Pay-easy口座振替受付サービス
2004年（平成16年）以降「Pay-easy口座振替受付サービス（収納機関受付方式）」が登場。引落口座のキャッシュカードをジェイデビットと同じ要領でCATに読み取らせて決済センターに照会することで口座振替契約が完了するものがある。クレジットカードや保険商品の対面での申込契約時、あるいは地方自治体での納税や年金保険料納付時に用いられる。
キャッシュカードの磁気ストライプを読み取るものであり、磁気ストライプを持たないICチップのみのカードは利用できない。

### Web口座振替受付サービス
2011年（平成23年）、地銀ネットワークサービスが「Web口振受付サービス」を開始。WEBサイト上で「口座名義人名（カナ）、銀行・支店コード、口座番号、キャッシュカードの暗証番号、生年月日」を入力することで、口座振替契約を締結できる。主に地方銀行が共同利用するサービスで、その金融機関のインターネットバンキング契約は必要としない。
このシステムは、銀行口座をQRコード決済用アカウントとひも付ける際にも使用される。口座振替契約のための認証要素が少ない（多要素認証となっていない）ことから、2020年に多数の地方銀行で大規模な不正引き出し事件が発生した。その後、Web口振受付サービスは、IVR（Interactive Voice Response、電話自動音声応答）認証等を取り入れるよう改修された。
2015年（平成27年）、ヤマトシステム開発が地方自治体向けの「Web口座振替受付サービス」を開始。
また、都市銀行やネット銀行は、上掲の共同サービスではなく、自行開発のサービスとしてWEB上での口座振替契約を提供している。

## 自動振替の流れ
銀行に自動振替を依頼する収納機関は、請求（引落）金額のデータを磁気テープなどのメディアに記録し、指定日（一般的には引落の5営業日以前）までに各金融機関の口座振替を扱う事務センターへ提出することで、指定日に口座引落される。引落日後に引落（振替）資金を収納機関の口座へ入金する。残高不足などで引落が不能な場合はその旨のデータを収納機関へ回答（返戻）する流れとなっている。
何らかの事情で依頼人（消費者）が口座振替契約を廃止したい場合はサービス提供者への申し入れのほか、引落口座の金融機関の窓口で申し出ることでも一時的に停止もしくは解除することができるが、収納機関が請求データを引き渡した後の引落を止めることは原則できない。